# Laodicea minuscula
Laodicea minuscula är en nässeldjursart som beskrevs av Vannucci 1957. Laodicea minuscula ingår i släktet Laodicea och familjen Laodiceidae. Inga underarter finns listade i Catalogue of Life.